# LeMarc Live!
LeMarc Live! är ett livealbum av Peter LeMarc från 2008.

## Låtlista
1. Evelina
2. Så gott att må gott igen
3. Lycklig idiot
4. Tootoolah
5. Älskad från första stund
6. I mitt andra liv
7. Drivved
8. Så långt mina armar räcker
9. Tidvatten
10. Bra dagar
11. Skönt att finnas till
12. Mellan månen och mitt fönster
13. Vänta dig mirakel
14. Little Willie John
15. Du är bra/Här kommer din älskling
16. Ända till september
17. Vaggsång kl.4
18. Nio broars väg
19. Sången dom spelar när filmen är slut
20. Kärlek i tystnadens tid

## Medverkande
- Peter LeMarc, - (sång: munspel, gitarr, kompositör, textförfattare)
- Christer Jansson - (trummor)
- Peter Forss - (bas, klockspel)
- Jesper Nordenström - (piano, orgel, klockspel)
- Mattias Torell - (gitarr)
- Johan Lindström - (gitarr, pedal steel, orgel, piano)

## Listplaceringar
| Lista (2008) | Topplacering |
| ------------ | ------------ |
| Sverige      | 6            |